# Jüdischer Friedhof (Burgholzhausen)

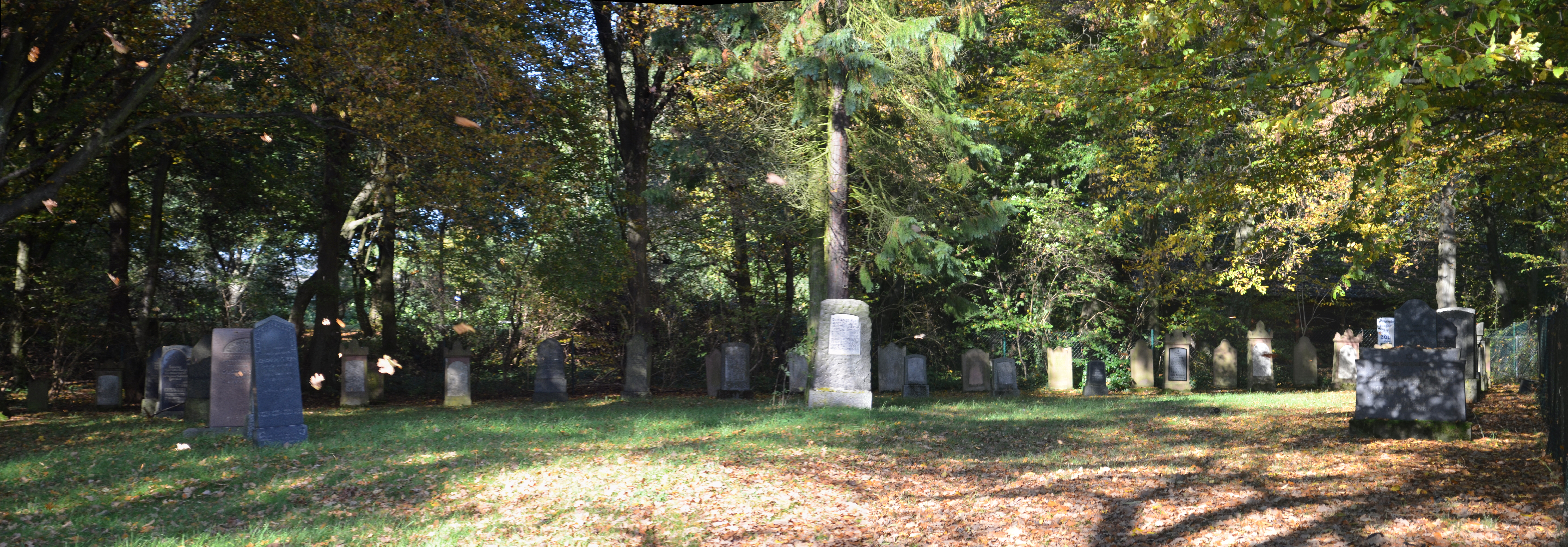
Jüdischer Friedhof Burgholzhausen

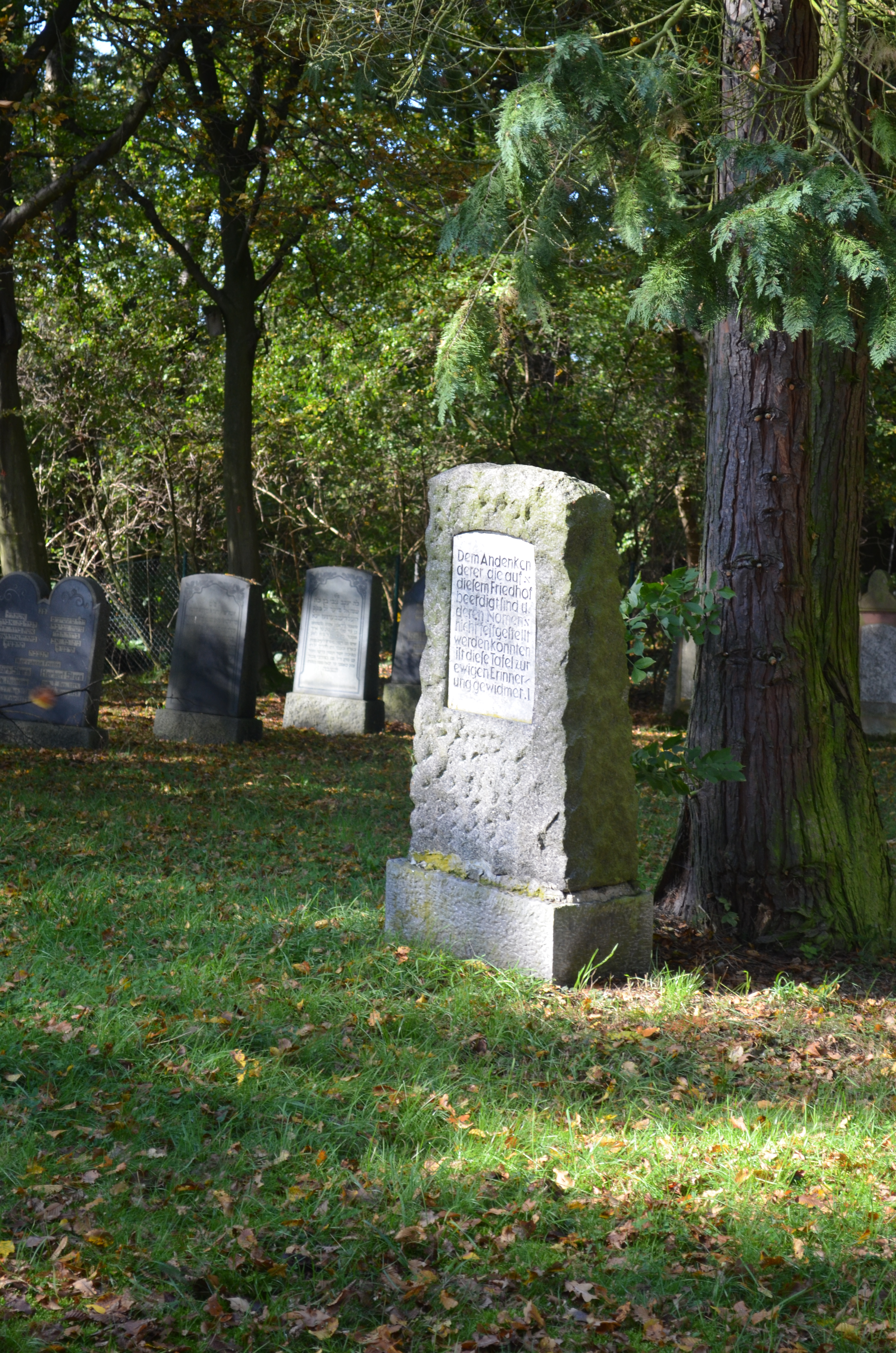
Gedenkstein

Der Jüdische Friedhof Burgholzhausen ist ein jüdischer Friedhof in Burgholzhausen vor der Höhe, einem Ortsteil von Friedrichsdorf im Hochtaunuskreis in Hessen. Der Friedhof ist ein geschütztes Kulturdenkmal und befindet sich in der Weinstraße.

## Geschichte
Wann der Friedhof eingerichtet wurde, ist unklar. Er liegt auf dem südlichen Graben der früheren Alten Burg von Burgholzhausen. Der Friedhof befand sich im Eigentum der Synagogengemeinde Rodheim. Hier wurden die Toten aus Rodheim vor der Höhe, Petterweil, Burgholzhausen und Ober-Rosbach bestattet. Zeitweise diente er auch als Beerdigungsstätte für die jüdischen Toten aus Köppern, Ober-Erlenbach, Ober-Eschbach und Nieder-Eschbach.
In den Jahren 1842 und 1882/83 erfolgten Erweiterungen auf die Größe von 2.146 m².
Während der Novemberpogrome 1938 zerstörten Nationalsozialisten die Begräbnisstätte. Nach dem Zweiten Weltkrieg wurden die verbliebenen Grabsteine 1945 in Form eines Vierecks aufgestellt und in der Mitte ein Gedenkstein errichtet. Er trägt die Inschrift:

„Dem Andenken / derer, die auf / diesem Friedhof / beerdigt sind u. / deren Namen / nicht festgestellt / werden konnten / ist die Tafel zur / ewigen Erinner / ung gewidmet“